# Вэй И
Вэй И (кит. упр. 韦奕, пиньинь Wei Yi; род. 2 июня 1999) — китайский шахматист, гроссмейстер (2013).
Стал гроссмейстером в возрасте 13 лет 8 месяцев и 23 дней. Самый молодой гроссмейстер в истории Китая и один из самых молодых в мировой истории. Вэй И является самым молодым шахматистом преодолевшим отметку в 2600 пунктов рейтинга Эло, побив рекорд Уэсли Со. В 2015 году Вэй И преодолел планку в 2700+ пунктов рейтинга Эло, став самым молодым профессионалом, достигшим такого высокого рейтинга, побив рекорд Магнуса Карлсена.
Чемпион Китая (2015, 2016, 2017). Чемпион Азии (2018).

## Биография

### Детство, первые достижения
Вэй И начал играть в шахматы в возрасте 5 лет, когда пошёл в кружок детского сада, который был частью внеклассных занятий.
Вэй И является одним из наиболее знаменитых вундеркиндов шахматного мира с тех пор, как в восьмилетнем возрасте сыграл вничью с китайским гроссмейстером Чжоу Цзяньчао на чемпионате Китая. После этого Вэй И одержал еще три знаковые победы. Он завоевал первые места в школьном первенстве мира, чемпионате Азии и чемпионате мира до двенадцати лет.
В 2012 году 13-летний Вэй с результатом 8½ из 11 занял 11-е место на молодежном чемпионате мира (до 20 лет), получив первый балл гроссмейстера.
В октябре 2012 года Вэй получил второй балл гроссмейстера, а в феврале 2013 года — третий, с результатом 7½ из 10, отстав на пол-очка от Павла Эльянова, Уэсли Со и Бассема Амина на турнире в Рейкьявике.
Вэй стал гроссмейстером в возрасте 13 лет, 8 месяцев и 23 дней, попав в первую десятку самых юных гроссмейстеров в истории шахмат.

### Профессиональная карьера
Как номинант президента ФИДЕ Вэй И был допущен в Кубок мира 2013, где сенсационно выбил из борьбы Яна Непомнящего и Алексея Широва. По итогам турнира молодой талант пересек отметку в 2600 пунктов рейтинга, оказавшись самым юным «шестисотником» в истории шахмат.
Вэй И дебютировал в составе китайской сборной на Олимпиаде в Тромсе на запасной доске. Сборная впервые завоевала золотые медали, а Вэй набрал 4 очка из 5.
После победы в турнире Tata Steel Chess Challengers 2015 и успешного выступления на турнире в Гибралтаре Вэй И в возрасте 15 лет преодолел рейтинговую отметку в 2700, поставив мировой рекорд.
В Кубке мира 2015 года Вэй И дошёл до четвертьфинала, в котором уступил Петру Свидлеру.

В 2016 году Вэй И вышел в финальный турнир года в Бильбао, где соревновался с пятью другими игроками из первой десятки, и занял 3-е место. Тогда будущий чемпион мира Дин Лижэнь заметил: 
Я всего лишь небольшой ручеек или небольшой холм на его пути, превзойти меня и всех остальных для него — лишь вопрос времени!Дин Лижэнь
С февраля 2017 года Вэй И неизменно входит в число 30 сильнейших в мире гроссмейстеров, а в 2024 году вошел в мировую десятку.
На Гран-при ФИДЕ 2019 года Вэй И вышел в финал, но проиграл Непомнящему.
В 2023 году стал секундантом Дин Лижэня в матче за звание чемпиона мира.
В январе 2024 года победил на турнире «Тата-Стил-Мастерс» в Вейк-ан-Зее (после дележа первого места и успеха в дополнительных играх).

### Личная жизнь
В 2024 году Вэй И закончил факультет экономики и менеджмента университета Цинхуа.